# Agenzia meteorologica giapponese
L’Agenzia meteorologica giapponese (気象庁?, Kishōchō) è un'agenzia del Ministero del Territorio, Infrastrutture e Trasporti del Giappone. Ha la funzione di raccogliere e divulgare i dati rilevati tramite l'osservazione quotidiana e la ricerca sui fenomeni naturali, in particolare nei campi della meteorologia, idrologia, sismologia e vulcanologia. La sede generale è situata Tokyo, nel quartiere Chiyoda.
L'Agenzia è stata anche designata come uno dei Centri Meteorologici Regionali Specializzati dell'Organizzazione Meteorologica Mondiale. In quanto tale è responsabile della previsione, denominazione e diramazione di allerte per i cicloni tropicali nella regione del Pacifico nordoccidentale, inclusi i seguenti mari:
- mare di Celebes
- mar di Sulu
- mar Cinese meridionale
- mar Cinese orientale
- mar Giallo
- mar del Giappone
- mare di Ochotsk

## Storia
In Giappone il servizio meteorologico è stato avviato nel 1875 dall'Osservatorio Meteorologico di Tokyo (TMO), facente parte del Ministero degli Interni. Nel 1887 il TMO è stato ridenominato Osservatorio Meteorologico Centrale (CMO) e successivamente trasferito nell'ambito del Ministero della Pubblica Istruzione. Nel 1956, il CMO è diventato un'agenzia affiliata al Ministero dei Trasporti con il nome di Agenzia Meteorologica Giapponese (JMA). Nel gennaio 2001, l'Agenzia è stata riorganizzata nel Ministero del Territorio, Infrastrutture e Trasporti.

### Cronologia
| Anno | Evento |
| ---- | --- |
| 1875 | Presso il Ministero degli Interni viene costituito l'Osservatorio Meteorologico di Tokyo (東京気象台?, Tōkyō Kishō-dai).  |
| 1883 | Prodotta la prima cartina meteorologica.                                                                                  |
| 1884 | Elaborata la prima previsione meteorologica e avviata l'osservazione dell'intensità sismica a livello nazionale.          |
| 1887 | L'Osservatorio Meteorologico di Tokyo viene rinominato Osservatorio Meteorologico Centrale (中央気象台?, Chūō Kishō-dai). |
| 1895 | Il Ministero dell'Istruzione (文部省?, Monbushō) subentra nella giurisdizione dell'Osservatorio.                          |
| 1921 | Inizia l'osservazione meteorologica oceanografica e marina.                                                               |
| 1922 | Istituita la Scuola per lo Studio della Meteorologia, precorritrice dell'attuale Istituto Meteorogico.                    |
| 1930 | Inizia il servizio meteorologico aeronautico.                                                                             |
| 1938 | Avviate le osservazioni tramite radiosondaggi.                                                                            |
| 1943 | L'Osservatorio viene trasferito presso il Ministero dei Trasporti e delle Comunicazioni (運輸通信省?, Un'yu Tūshin-shō).  |
| 1945 | L'Osservatorio viene posto sotto la giurisdizione del Ministero dei Trasporti (運輸省?, Un'yu-shō).                       |
| 1953 | Il Giappone entra a far parte dell'Organizzazione Meteorologica Mondiale.                                                 |
| 1954 | Iniziano le osservazioni tramite radar meteorologici.                                                                     |
| 1956 | L'Osservatorio diventa l'Agenzia Meteorologica Giapponese.                                                                |
| 1959 | Avviato l'utilizzo di modelli numerici di previsione meteorologica.                                                       |
| 1969 | Sviluppato il sistema ADESS (Automated Data Editing and Switching System).                                                |
| 1974 | Sviluppato il sistema AMeDAS (Automated Meteorological Data System)                                                       |
| 1977 | Lanciato GMS-1, il primo satellite meteorologico dell'Agenzia                                                             |
| 1991 | Avviata l'osservazione delle misurazioni dell'intesità sismica.                                                           |
| 1993 | Revisione della Legge sul Servizio Meteorologico per stabilire il Sistema di Previsioni Meteorologiche Certificate.       |
| 2001 | L'Agenzia viene affiliata al Ministero del Territorio, Infrastrutture e Trasporti.                                        |

## Servizi

### Panoramica
L'Agenzia, oltre ad occuparsi della raccolta e della divulgazione di dati e previsioni meteorologiche in Giappone, è anche responsabile dell'osservazione e della diramazione di allerte per terremoti, tsunami ed eruzioni vulcaniche.
L'Agenzia dispone di sei uffici regionali amministrativi, quattro Osservatori Marini, cinque impianti ausiliari, quattro centri per i servizi meteorologici aeronautici e 47 sedi locali, costituite dagli osservatori meteorologici locali. Questi uffici sono utilizzati anche per raccogliere dati, integrati dai satelliti meteorologici (come il satellite Himawari) e dagli altri istituti di ricerca.
Nel 1968, l'Organizzazione meteorologica mondiale (OMM) ha designato la JMA come Centro Regionale Meteorologico Specializzato per l'Asia e, nel giugno 1988, come Centro Regionale Meteorologico Specializzato per il Pacifico Nordoccidentale nell'ambito del programma dedicato ai cicoloni tropicali. Nel luglio 1989, presso la sede generale è stato costituito il Centro Tifoni del Centro Regionale Meteorologico Specializzato di Tokyo, incaricato della previsione e della divulgazione dei cicloni tropicali attivi, nonché della redazione di un rapporto annuale sulle attività dei cicloni.

### Osservazioni e previsioni

#### Meteo

##### Terrestre
Ogni Osservatorio Meteorologico Distrettuale e Locale fornisce previsioni meteo, allerte o consigli in tempo reale alla popolazione della propria area. I dati meteorologici utilizzati per queste previsioni vengono acquisiti tramite l'osservazione terrestre (rappresentata dal sistema AMeDAS), l'osservazione radar, l'osservazione aerologica e l'osservazione satellitare principalmente utilizzando le rilevazioni del satellite geostazionario Himawari
.

##### Aeronautico
Nel 2005, in conformità con il nuovo sistema di Comunicazione, Navigazione, Sorveglianza / Gestione del Traffico Aereo (CNS/ATM) dell'Organizzazione internazionale dell'aviazione civile (ICAO), l'Agenzia per l'aviazione civile del Ministero del Territorio, Infrastrutture e Trasporti giapponese ha istituito il Centro di gestione del traffico aereo (ATMC) a Fukuoka, dove è situata l'omonima Regione di informazioni di volo (FIR). All'interno di questo Centro, l'Agenzia Meteorologica ha collocato il Centro meteorologico per il traffico aereo (ATMetC).
L'agenzia fornisce Informazioni meteorologiche significative d'area (SIGMET) per gli aerei in volo all'interno dello spazio aereo della FIR Fukuoka, mentre le Informazioni meteorologiche per i velivoli in volo (VOLMET) vengono trasmessi da ogni Centro meteorologico aeronautico presso gli aeroporti di Haneda, Narita, Aeroporto Internazionale Chūbu Centrair e Kansai. Inoltre, funzioni simili vengono svolte dalle Stazioni meteorologiche aeronautiche, situate nei pressi dell'Aeroporto di Shin-Chitose e degli aeroporti di Sendai, Osaka, Fukuoka, Kagoshima e Naha.

##### Marino
Gli osservatori marini si trovano a Hakodate, Maizuru, Kōbe e Nagasaki. Queste stazioni osservano soprattutto il moto ondoso dell'oceano, i livelli delle maree, la temperatura della superficie del mare e la corrente oceanica, sia nel bacino nordoccidentale del Pacifico, sia nel Mar del Giappone e nel bacino del Mare di Ochotsk. Inoltre, esse forniscono le previsioni meteorologiche marine, elaborate in collaborazione con il Dipartimento Idrografico e Oceanografico della Guardia Costiera Giapponese.

##### Cicloni tropicali
Nella zona nordoccidentale del Pacifico, la stagione dei tifoni arriva di solito a maggio fino a novembre. L'Agenzia Meteorologica dirama previsioni, allerte o consigli alla popolazione sui cicloni tropicali in Giappone e nei Paesi circostanti, anche in qualità di Centro Tifoni del Centro Regionale Meteorologico Specializzato di Tokyo.

#### Terremoti
L'Agenzia ha 624 stazioni di osservazione, che ha istituito in tutto il Paese a intervalli di circa 20 km l'una dall'altra al fine di misurare con precisione l'intensità sismica di terremoti. L'Agenzia, inoltre, utilizza circa 2.900 altri sismografi di proprietà dell'Istituto Nazionale di Ricerca per Scienze della Terra e la Prevenzione dei Disastri (National Research Institute for Earth Science and Disaster Prevention - NIED) e delle prefetture locali. Un ufficio operativo 24 ore al giorno è ospitato nel quartier generale dell'Agenzia a Tokyo per il monitoraggio e il tracciamento di eventi sismici nelle vicinanze del Giappone, al fine di raccogliere ed elaborare i dati sui terremoti osservati (epicentro, magnitudo, intensità sismica e possibilità che si veririfchino tsunami), da divulgare rapidamente al pubblico attraverso il Sistema di Osservazione dei Fenomeni Sismici (Earthquake Phenomena Observation System - EPOS). Il sistema di Allarme Rapido per i Terremoti (Earthquake Early Warning - EEW) è diventato completamente operativo per il grande pubblico il 1º ottobre 2007.
L'Agenzia è uno dei rappresentanti del Comitato Nazionale di Coordinamento per la Previsione dei Terremoti (Coordinating Committee for Earthquake Prediction).

#### Tsunami
Per l'Agenzia è essenziale fornire alle regioni costiere le informazioni sugli tsunami in modo da ridurre e mitigare i danni catastrofali. Nel caso ci sia la possibilità che si verifichi uno tsunami a seguito di un evento sistemico, nel giro di 2-3 minuti dal terremoto l'Agenzia invia un'allerta ad ogni regione del Giappone contenente le stime sull'altezza e sulle tempistiche di arrivo dello tsunami.

#### Vulcani
L'Agenzia ha istituito 4 Centri Informazione per l'Osservazione Vulcanica all'interno degli Osservatori Meteorologici distrettuali di Sapporo, Sendai, Tokyo e Fukuoka. I Centri monitorano gli eventi vulcanici dei 110 vulcani attivi in Giappone e 47 di questi vulcani sono stati selezionati per essere sotto osservazione 24 al giorno con sismografi, GPS, registratori di urti, telecamere di osservazione e così via. Se si prevede che un'eruzione vulcanica colpisca un'area abitata circostante al cratere, viene emessa un'allerta vulcanica integrata con livelli di allarme.

### Cambiamento climatico e temi ambientali globali
L'Agenzia contribuisce allo sviluppo di misure di mitigazione e di adattamento connessi ai cambiamenti climatici in diversi settori attraverso la diffusione di informazioni e di competenze scientifiche sul cambiamento climatico. A tal fine, l'Agenzia monitora e analizza le condizioni climatiche in Giappone e in tutto il mondo, così come le concentrazioni di gas a effetto serra e le temperature superficiali medie globali.

#### Condizioni climatiche e meteorologiche estreme
L'Agenzia monitora i dati climatici globali attraverso il Sistema Globale di Telecomunicazioni (GTS) dell'Organizzazione Meteorologica Mondiale. Essa inoltre assembla dati certificati sulla temperatura e precipitazioni per valutare gli eventi climatici estremi, e pubblica rapporti di monitoraggio su tali fenomeni con brevi descrizioni delle condizioni disastrose che ne derivano. 
L'Agenzia pubblica i risultati delle proiezioni numeriche per le future condizioni climatiche ottenute utilizzando un modello climatico regionale convenzionale sviluppato dal suo Istituto di Ricerca Meteorologica per valutare gli effetti del riscaldamento globale e contribuisce alla collaborazione internazionale al fine di valutare i cambiamenti climatici, in particolare attraverso le attività del Gruppo Intergovernativo di Esperti sul Cambiamento Climatico (Intergovernmental Panel on Climate Change), mediante la redazione dei documenti di valutazione.

#### Ambiente atmosferico
L'Agenzia effettua il monitoraggio dei gas ad effetto serra, dell'ozono e di altri componenti atmosferiche e fornisce informazioni al programma Global Atmosphere Watch (GAW) dell'Organizzazione Meteorologica Mondiale. L'Agenzia, in particolare gestisce il Centro Dati Mondiale per i Gas Serra archiviando e fornendo i dati sull'osservazione di tali provenienti da tutto il mondo via internet. Il suo lavoro di analisi globale contribuisce alla pubblicazione dei bollettini annuali sui gas serra dell'Organizzazione, fornendo importanti informazioni scientifiche alla Convenzione Quadro delle Nazioni Unite sui Cambiamenti Climatici (UNFCCC).
Inoltre, a partire dalla prima spedizione di ricerca antartica giapponese del 1957, l'Agenzia ha inviato esperti in Antartide ogni anno per condurre l'osservazione dell'ozono e delle radiazioni solari dalla stazione Syowa.

#### Osservazione oceanografica
L'Agenzia conduce vari tipi di osservazione meteorologica oceanografica e marina al fine di garantire la sicurezza e la scelta ottimale della rotta delle navi, prevenire disastri marini e fornire i dati per il monitoraggio del cambiamento climatico. Quest'osservazione è effettuata con navi di ricerca, boe alla deriva, piattaforme galleggianti, centrali maremotrici, trasmettitori costieri e satelliti per l'osservazione terrestre.

### Cooperazione internazionale
Il Giappone è un membro attivo dell'Organizzazione meteorologica mondiale e l'Agenzia è fondamentale per l'attuazione di una serie di programmi scientifici e tecnici, con molti esperti che contribuiscono alle Commissioni Tecniche e ai gruppi di lavoro associati dell'organizzazione. L'Agenzia gestisce anche una serie di centri regionali e globali dell'Organizzazione per il programma di World Weather Watch (WWW).
L'Agenzia è anche attivamente coinvolta nei programmi internazionali organizzati dalla Commissione Oceanografica Intergovernativa (COI) dell'UNESCO, dall'Organizzazione internazionale dell'aviazione civile e altri. Inoltre l'Agenzia fornisce servizi di esperti e programmi di formazione in meteorologia ai paesi in via di sviluppo dal 1973.

### Modelli numerici di previsione meteorologica
L'Agenzia gestisce i seguenti Modelli numerici di previsione meteorologica:
- Global Spectral Model (GSM) per previsioni fino a 11 giorni che coprono l'intero globo;
- Meso-Scale Model (MSM) per previsioni a brevissimo raggio che coprono il Giappone e le aree circostanti;
- Local Forecast Model (LFM) per previsioni finalizzate alla riduzione dei rischi catastrofali che coprono il Giappone e le aree circostanti;
- Ensemble Predictio System (EPSs), una versione a bassa risoluzione del GSM
- Un sistema di previsione d'insieme sulla base di un modello integrato tra atmosfera e oceani per le previsioni a lungo raggio fino a sei mesi di anticipo;
- Altri modelli per obiettivi specifici, come le onde dell'oceano.

L'Agenzia usa anche modelli numerici relativi alle questioni ambientali atmosferiche, come esemplificato dal suo lavoro in qualità di Centro Meteorologico Regionale Specializzato nel quadro della risposta alle emergenze ambientali in Asia (ad esempio il Centro contribuisce ad elaborare prospettive sulla diffusione e la deposizione di materiali pericolosi in caso di rilascio accidentale di tali materiali da impianti nucleari).

### Sistemi di telecomunicazione ed elaborazione dei dati
L'Agenzia gestisce due sistemi informatici principali:
- Automated Data Editing e Switching System (Adess) per il trattamento dei dati osservazionali ed è collegaato ai singoli impianti dell'Agenzia e a vari Enti governativi, ed è supportato da linee telefoniche fisse e, soprattutto per le allerte terremoto e tsunami, dal satellite meteorologico geostazionario MTSAT - 1R. Oltre al suo ruolo nel settore delle telecomunicazioni meteorologici nazionali, Adess scambia anche dati osservazionali e meteorologici attraverso il Global Telecommunication System (GTS) dell'Organizzazione Meteorologica Mondiale;
- Numerical Analysis and Prediction System (NAPS), un sistema di supercomputer utilizzato per il calcolo delle previsioni meteorologiche numeriche.

Adess e NAPS sono chiamati collettivamente Sistema Computerizzato per i Servizi Meteorologici (COSMETS).

### Promozione dell'utilizzo delle informazioni meteorologiche
L'Agenzia offre una varietà di dati meteorologici e di prodotti per il settore del servizio meteorologico privato a costi marginali e questi dati sono forniti attraverso il Japan Meteorological Business Support Center (JMBSC), una società di servizio pubblico designata dal direttore generale dell'Agenzia JMA.
Inoltre, l'Agenzia tiene periodicamente incontri con giornalisti accreditati per scambiare opinioni sulla più efficace diffusione delle informazioni meteorologiche e gestisce sia uffici di informazione meteorologica aperti al pubblico sia il Museo Meteorologico presso la propria sede per sensibilizzare l'opinione pubblica.

## Organizzazione

### Direzione
- Direttore Generale
  - Vice Direttore Generale

### Dipartimenti
- Amministrazione
- Previsioni
- Osservazioni
- Sismologia e vulcanologia
- Ambiente globale e marino

### Uffici Territoriali
L'Agenzia gestisce vari Osservatori e Stazioni meteorologiche in tutto il Paese, che forniscono una vasta gamma di servizi alle comunità locali:
- Osservatori meteorologici: gli Osservatori Meteorologici Distrettuali di Sapporo, Sendai, Tokyo, Osaka, Fukuoka e l'Osservatorio meteorologico di Okinawa servono come uffici centrali regionali per la direzione di: 
  - 47 Osservatori meteorologici locali;
  - 4 Centri meteorologici aeronautici;
  - 2 Stazioni meteorologiche, entrambe le quali forniscono servizi informativi a livello di prefettura e sub-prefettura;
  - 6 stazioni meteorologiche aeronautiche dedicate
  - 42 sportelli aeroportuali.
- Osservatori marini: i quattro osservatori a Hakodate, Kōbe, Nagasaki e Maizuru svolgono servizi meteorologici marini e oceanografici.

### Organi ausiliari
- Istituto di ricerca meteorologica
- Centro meteorologico satellitare
- Osservatorio aerologico
- Osservatorio magnetico
- Istituto meteorologico

## Mascotte
La mascotte dell'Agenzia si chiama Harerun (はれるん?, Harerun) e contiene gli elementi di sole, nuvole e precipitazioni. Harerun tiene in mano un bastone verde come preghiera per un mondo di pace senza disastri.
Il nome deriva dalla parola giapponese hare (はれ?), che indica "bel tempo".